# Enicospilus flavivenae
Enicospilus flavivenae là một loài tò vò trong họ Ichneumonidae.